# ВЕЦ „Девин“
ВЕЦ „Девин“ е водноелектрическа централа в южна България, разположена в близост до град Девин.
Централата е част от второто стъпало на Каскадата „Доспат-Въча“ (след ВЕЦ „Тешел“), собственост на Националната електрическа компания. Тя е надземна деривационна и е пусната в експлоатация през 1984 година. Оборудвана е с две френсисови турбини, произведени от Завод „Никола Вапцаров“ в Плевен. Общата им инсталирана мощност първоначално е 80 MW, а след проведена модернизация е увеличена на 88 MW. Захранва се с води главно от язовир „Тешел“ при нетен пад 136 m и застроено водно количество 72 m³/s. Средното годишно производство на електроенергия за периода 1984 – 2009 година е 76 GWh.